# Waterfront Hall
El Waterfront Hall es una instalación de usos múltiples en Belfast, Irlanda del Norte, en el Reino Unido, diseñada por la firma de arquitectos locales Robinson McIlwaine. Peter McGuckin fue el arquitecto del proyecto. La sala se encuentra en Lanyon Place, el desarrollo insignia de la Corporación Laganside. El desarrollo lleva el nombre del arquitecto Charles Lanyon. La planificación de la construcción comenzó 1989, y la sala se completó en el año 1997 por la suma de £ 32 millones.